# Their Satanic Majesties Request
Their Satanic Majesties Request är ett musikalbum av The Rolling Stones utgivet 1967 på skivbolaget Decca. Albumet sticker ut rejält i gruppens albumutgivning då deras råbarkade bluesrock här totalt övergetts till förmån för psykedelia och pop. Titeln är en ordvits på "Her Britannic Majesty requests and requires" ("Hennes brittiska majestät anhåller och fordrar"), som på den tiden stod tryckt på insidan av brittiska pass.
Många antyder att The Rolling Stones ville ha något att svara upp mot The Beatles legendariska LP, Sgt. Pepper's Lonely Hearts Club Band som givits ut tidigare samma år. Men det finns också de som tycker att skivan är kraftigt underskattad. Richie Unterberger skriver i recensionen på Allmusic till exempel att "Många ser skivan som en Sgt. Pepper-posering, medan andra, kanske bara för sig själva, fascineras av albumets arrangemang med afrikanska rytmer, mellotron och full orkester" Robert Christgau skrev i en sentida recension att "utan tvekan innehåller albumet ett flertal riktigt bra låtar"
Här finns några av Keith Richards och Mick Jaggers starkaste kompositioner, till exempel folkrock-influerade "2000 Man", en låt om en framtid där mannen inte har något eget namn utan ett nummer och bara är en resurs och han anser sig ha en "affär med min dator". (Märk: texten till låten skrevs 1967). En annan låt som ofta ses som en höjdpunkt är den spöklika "2000 Light Years From Home", som handlar om ensamhet, en låt Mick Jagger skrev då han satt i fängelse för droginnehav. Brian Jones krypande mellotronspel förstärker känslan av ensamhet och distans. "Citadel" är en mindre känd låt från albumet, en av de mer rockiga psykedeliska låtarna som också anses underskattad.
Det som gett albumet dess dåliga rykte är sannolikt låtar som "Sing This All Together (Se What Happens)", "Gomper" som en del såg som ett svar på The Beatles "Within You Without You", "On With the Show" (som återfinns sist på albumet), och hitsingeln "She's a Rainbow" där man kan hitta de allra största klichéerna inom psykedelisk rock såsom flöjter, afrikanska instrument, och långa jam med ovanliga instrument.
På albumet finns också ett av få bidrag från basisten Bill Wyman som låtskrivare till gruppen, "In Another Land", en drömsk låt om hur underbart det vore att ha en flickvän. Wyman tog sin chans och spelade in låten med Charlie Watts och ett par andra musiker, Steve Marriott och Ronnie Lane från Small Faces, då Jagger, Richards och Brian Jones inte dök upp vid utsatt inspelningstid. De övriga gillade dock låten när de senare fick höra den. Brian Jones spelade in mellotron till den och Keith Richards och Mick Jagger gjorde körpålägg. Den låten släpptes också som singel i USA, med mystiska "The Lantern" som b-sida. 
The Rolling Stones kom aldrig att göra något liknande igen. Det skulle inte dröja länge förrän de gick tillbaka till sina rötter med albumet Beggars Banquet och singeln "Jumpin' Jack Flash" som båda gavs ut nästföljande år.

## Albumomslag
Framsidan av albumomslaget består av ett foto av medlemmarna i Rolling Stones. Fotot vilar mot en blå fond med vita moln. Ovanför fotot står THE ROLLING STONES i svarta blockbokstäver. Albumtiteln är också skriven i versaler, men texten är sirligt utformad under fotot. De är klädda i färgglada kläder, utom Mick Jagger, som bär en svart kaftan och en svart strut på huvudet med en gul månskära på. Runt omkring dem finns blommor och träd och i bakgrunden en röd Saturnus. Tittar man noga ser man de fyra Beatlesmedlemmarna insprängda lite varstans bland blommorna. Omslaget är utformat av fotografen Michael Cooper, som också tog fotot. Enligt texten på albumomslaget var Stones delaktiga i fotots uppbyggnad tillsammans med Pictorial Productions. Fotot var på albumets originalutgåvor ett pålimmat lentikulärt tryck, och ändrade man albumomslagets position tittade medlemmarna på varandra istället för rakt mot "åskådaren", och Mick Jagger håller upp armarna i kors. Eftersom produktionskostnaderna för omslaget var höga ersattes bilden på nyutgåvor under 1970-talet av ett vanligt foto. Tanken var först att trycket skulle ta upp hela framsidan av LP-omslaget.
Titlarna på låtarna är skrivna med små bokstäver på albumets baksida. Inne i fodralet finns en labyrint med texten "It's Here" ("det är här") i mitten. Labyrinten går dock inte att lösa, man kan inte nå texten.

## Låtlista
Låtar utan upphovsman skrivna av Mick Jagger och Keith Richards.
Sida ett
1. "Sing This All Together" - 3:46
2. "Citadel" - 2:50
3. "In Another Land" (Bill Wyman) - 3:15
4. "2000 Man" - 3:07
5. "Sing This All Together (See What Happens)" - 8:33

Sida två
1. "She's a Rainbow" - 4:35
2. "The Lantern" - 4:23
3. "Gomper" - 5:08
4. "2000 Light Years from Home" - 4:45
5. "On with the Show" - 3.40

## Listplaceringar
| Lista (1967-1968) | Position            |
| ----------------- | ------------------- |
| Finland           | 7                   |
| Frankrike         | 1                   |
| Norge             | 2 (VG-lista)        |
| Storbritannien    | 3 (UK Albums Chart) |
| USA               | 2 (Billboard 200)   |
| Västtyskland      | 4                   |